# Arivaldo Alves dos Santos
Arivaldo Alves dos Santos (19 de noviembre de 1980) es un exfutbolista brasileño que se desempeñaba como centrocampista.
Jugó para clubes como el Bahia, Kashima Antlers, Internacional, Atlético Mineiro, Fortaleza, Atlético Goianiense y Criciúma.

## Trayectoria

### Clubes
| Club                | País   | Año         |
| ------------------- | ------ | ----------- |
| Itabaiana           | Brasil | 2000        |
| Sergipe             | Brasil | 2001        |
| Guaratinguetá       | Brasil | 2002        |
| Ríver               | Brasil | 2003        |
| Bahia               | Brasil | 2003 - 2005 |
| Kashima Antlers     | Japón  | 2005        |
| Internacional       | Brasil | 2006        |
| Atlético Mineiro    | Brasil | 2006        |
| Fortaleza           | Brasil | 2007        |
| Atlético Goianiense | Brasil | 2008        |
| Criciúma            | Brasil | 2008        |